# Danumphora fosteri
Danumphora fosteri är en tvåvingeart som beskrevs av Ronald Henry Lambert Disney 2002. Danumphora fosteri ingår i släktet Danumphora och familjen puckelflugor. Inga underarter finns listade i Catalogue of Life.